# 周禎
周禎，字文典，江寧人，明朝政治人物。
元朝末期，其在湖南居住。朱元璋攻佔武昌時，其歸順并擔任江西行省僉事，曆大理卿。朱元璋命令其與李善長、劉基、陶安、滕毅等制定律令，之後製成，得朱元璋賞識。洪武元年，其擔任明朝首任刑部尚書，之後改任御史。次年，出任廣東行省參政。洪武三年，擔任御史中丞，后因病請歸。